# دی دی جکسون
دی دی جکسون (انگلیسی: Dee D. Jackson؛ زادهٔ ۱۵ ژوئیهٔ ۱۹۵۴) یک موسیقی‌دان اهل بریتانیا است. وی از سال ۱۹۷۷ میلادی تاکنون مشغول فعالیت بوده‌است.